# Liste der Kulturdenkmäler in Raumbach
In der Liste der Kulturdenkmäler in Raumbach sind alle Kulturdenkmäler der rheinland-pfälzischen Ortsgemeinde Raumbach aufgeführt. Grundlage ist die Denkmalliste des Landes Rheinland-Pfalz (Stand: 2. August 2023).

## Einzeldenkmäler
| Bezeichnung    | Lage                                     | Baujahr                           | Beschreibung | Bild            |
| -------------- | ---------------------------------------- | --------------------------------- | --- | --------------- |
| Friedhofskreuz | Hauptstraße, auf dem Friedhof Lage       | 1843                              | Friedhofskreuz, bezeichnet 1843                                                                                      | Fotos hochladen |
| Hofanlage      | Hauptstraße 11 Lage                      | erste Hälfte des 19. Jahrhunderts | Einfirstanlage, erste Hälfte des 19. Jahrhunderts                                                                    | Fotos hochladen |
| Wohnhaus       | Hauptstraße 26 Lage                      | 1775                              | spätbarockes Wohnhaus, bezeichnet 1775                                                                               | Fotos hochladen |
| Scheune        | Hauptstraße, neben Nr. 33 Lage           | 1793                              | spätbarocke Bruchstein-Scheune, Krüppelwalmdach, bezeichnet 1793                                                     | BW              |
| Schulhaus      | Hauptstraße 81 Lage                      | 1900/01                           | ehemalige Schule; zweieinhalbgeschossiger gotisierender Sandsteinquaderbau, 1900/01; Kriegergedächtnistafeln 1914/18 | Fotos hochladen |
| Hofanlage      | Untere Bergstraße 4 Lage                 | Anfang des 18. Jahrhunderts       | Streckhof; barockes Fachwerkhaus, teilweise massiv, Anfang des 18. Jahrhunderts                                      | Fotos hochladen |
| Wasserbehälter | nordwestlich des Ortes an der L 376 Lage | 1920er Jahre                      | expressionistischer Putzbau, 1920er Jahre                                                                            | Fotos hochladen |

## Ehemalige Kulturdenkmäler
| Bezeichnung | Lage                | Baujahr                  | Beschreibung | Bild            |
| ----------- | ------------------- | ------------------------ | --- | --------------- |
| Hofanlage   | Bachstraße 3 Lage   | 18. oder 19. Jahrhundert | Hofanlage; Fachwerkhaus, verputzt, 18. oder 19. Jahrhundert; aus Denkmalliste gelöscht                                     | Fotos hochladen |
| Wohnhaus    | Hauptstraße 25 Lage | 18. Jahrhundert          | barocker Krüppelwalmdachbau, Fachwerk, verkleidet, wohl aus dem 18. Jahrhundert; abgebrochen und aus Denkmalliste gelöscht | BW              |